# Epigomphus houghtoni
Epigomphus houghtoni är en trollsländeart som beskrevs av Brooks 1989. Epigomphus houghtoni ingår i släktet Epigomphus och familjen flodtrollsländor. IUCN kategoriserar arten globalt som starkt hotad. Inga underarter finns listade i Catalogue of Life.